# 陳懋 (天順進士)
陳懋（1412年—？），字尚敬，浙江溫州樂清縣人，明朝政治人物。進士出身。

## 生平
景泰四年（1453年）癸酉科浙江鄉試第一百三名。天順元年（1457年）丁丑科會試第二百四十八名，殿試登進士第二甲第二十八名。

## 家族
曾祖父陳貫中。祖父陳啟。父亲陳異歡。